# Ліга націй УЄФА 2024—2025 (Ліга C)
Ліга націй УЄФА 2024—2025 — Ліга C (англ. 2024–25 UEFA Nations League C) — третій дивізіон Ліги націй УЄФА 2024—2025, що проходив у 2024—2025 роках за участю чоловічих збірних команд 16 членів асоціацій УЄФА. Груповий етап проходив з 5 вересня по 19 листопада 2024 року.

## Формат
16 команд (місця з 33 по 48 в списку учасників Ліги націй 2024—25, 8 команд, що посіли місця з 27 по 44, 2 команди серед тих, які посіли місця з 45 по 48 та 2 команди, які посіли місця з 49 по 50) будуть поділені на 4 групи по 4 команди кожна. Кожна команда грає 6 матчів (вдома та на виїзді з кожною командою в своїй групі). Команди грають подвійні тури (по 2 матчі поспіль) у вересні, жовтні та листопаді. Переможець кожної групи отримує підвищення до Ліги B Ліги націй 2026-27, а команди, що посіли 2-е місце, грають з 3-и командами Ліги B Ліги націй 2026-27. Команди, що посіли 4-е місце, потрапляють до плей-оф пониження в Лізі C.

## Учасники

### Зміни в списку учасників
Після сезону 2022–23 в Лізі C відбулися наступні зміни:
| \| З Ліги B (пониження) \| З Ліги D (підвищення) \| \| ----------------------------- \| --------------------- \| \| - Вірменія - Румунія - Швеція \| - Естонія - Латвія \| |                       |
| З Ліги B (пониження) | З Ліги D (підвищення) |
| - Вірменія - Румунія - Швеція | - Естонія - Латвія    |

| До Ліги B (підвищення)                    | До Ліги D (пониження) |
| ----------------------------------------- | --------------------- |
| - Грузія - Греція - Казахстан - Туреччина | Гібралтар             |

### Жеребкування
| Команда    | Рейт |
| ---------- | ---- |
| Румунія    | 33   |
| Швеція     | 34   |
| Вірменія   | 35   |
| Люксембург | 36   |

| Команда           | Рейт |
| ----------------- | ---- |
| Азербайджан       | 37   |
| Косово            | 38   |
| Болгарія          | 39   |
| Фарерські острови | 40   |

| Команда            | Рейт |
| ------------------ | ---- |
| Північна Македонія | 41   |
| Словаччина         | 42   |
| Північна Ірландія  | 43   |
| Кіпр               | 44   |

| Команда  | Рейт |
| -------- | ---- |
| Білорусь | 45   |
| Литва    | 46   |
| Естонія  | 47   |
| Латвія   | 48   |

## Групи

### Група 1
| Поз | Команда     | І | В | Н | П | ГЗ | ГП | РГ  | О  | Підвищення, кваліфікація або пониження |  | Швеція | Словаччина | Естонія | Азербайджан |
| --- | ----------- | - | - | - | - | -- | -- | --- | -- | -------------------------------------- |  | ------ | ---------- | ------- | ----------- |
| 1   | Швеція      | 6 | 5 | 1 | 0 | 19 | 4  | +15 | 16 | Вихід у Лігу B                         |  | —      | 2–1        | 3–0     | 6–0         |
| 2   | Словаччина  | 6 | 4 | 1 | 1 | 10 | 5  | +5  | 13 | Плей-оф підвищення                     |  | 2–2    | —          | 1–0     | 2–0         |
| 3   | Естонія     | 6 | 1 | 1 | 4 | 3  | 9  | −6  | 4  |                                        |  | 0–3    | 0–1        | —       | 3–1         |
| 4   | Азербайджан | 6 | 0 | 1 | 5 | 3  | 17 | −14 | 1  | Виліт в Лігу D                         |  | 1–3    | 1–3        | 0–0     | —           |

| 5 вересня 2024 18:00 (20:00 UTC+4) |

| Азербайджан   | 1–3      | Швеція                                |
| ------------- | -------- | ------------------------------------- |
| - Дадашов 82' | Протокол | - Ісак 65', 71' - Дьокереш 80' (пен.) |

| Республіканський стадіон імені Тофіка Бахрамова, Баку Глядачів: 9 450 Арбітр: Балаж Берке (Угорщина) |

| 5 вересня 2024 20:45 (21:45 UTC+3) |

| Естонія | 0–1      | Словаччина |
| ------- | -------- | ---------- |
|         | Протокол | Суслов 70' |

| А. Ле Кок Арена, Таллінн Глядачів: 6 128 Арбітр: Матей Юг (Словенія) |

| 8 вересня 2024 18:00 |

| Словаччина                      | 2–0      | Азербайджан |
| ------------------------------- | -------- | ----------- |
| - Дуда 22' (пен.) - Стрелец 26' | Протокол |             |

| Футбольна арена Кошиці, Кошиці Глядачів: 11 435 Арбітр: Дам'ян Сілвесчак (Польща) |

| 8 вересня 2024 20:45 |

| Швеція                         | 3–0      | Естонія |
| ------------------------------ | -------- | ------- |
| - Дьокереш 30', 44' - Ісак 40' | Протокол |         |

| Френдз-Арена, Сольна Глядачів: 14 858 Арбітр: Свен Яблонскі (Німеччина) |

| 11 жовтня 2024 18:00 (19:00 UTC+3) |

| Естонія                                     | 3–1      | Азербайджан             |
| ------------------------------------------- | -------- | ----------------------- |
| - Яковлєв 32' - Синявський 45+2' - Шейн 71' | Протокол | - Байрамов 45+1' (пен.) |

| А. Ле Кок Арена, Таллінн Глядачів: 6 034 Арбітр: Роб Гарві (Ірландія) |

| 11 жовтня 2024 20:45 |

| Словаччина         | 2–2      | Швеція                 |
| ------------------ | -------- | ---------------------- |
| - Стрелец 44', 72' | Протокол | - Айярі 25' - Сема 32' |

| Національний футбольний стадіон, Братислава Глядачів: 15 381 Арбітр: Мауріціо Маріані (Італія) |

| 14 жовтня 2024 18:00 (20:00 UTC+4) |

| Азербайджан    | 1–3      | Словаччина                                     |
| -------------- | -------- | ---------------------------------------------- |
| - Байрамов 38' | Протокол | - Маммадов 15' (аг) - Гараслін 75' - Дюриш 86' |

| Республіканський стадіон імені Тофіка Бахрамова, Баку Глядачів: 4 269 Арбітр: Рохіт Саггі (Норвегія) |

| 14 жовтня 2024 20:45 (21:45 UTC+3) |

| Естонія | 0–3      | Швеція                           |
| ------- | -------- | -------------------------------- |
|         | Протокол | - Нанасі 29', 37' - Дьокереш 66' |

| А. Ле Кок Арена, Таллінн Глядачів: 4 706 Арбітр: Юджин Джая (Албанія) |

| 16 листопада 2024 15:00 (18:00 UTC+4) |

| Азербайджан | 0–0      | Естонія |
| ----------- | -------- | ------- |
|             | Протокол |         |

| Міський стадіон, Габала Глядачів: 1 600 Арбітр: Джон Бітон (Шотландія) |

| 16 листопада 2024 20:45 |

| Швеція                   | 2–1      | Словаччина   |
| ------------------------ | -------- | ------------ |
| - Дьокереш 3' - Ісак 48' | Протокол | - Ганцко 19' |

| Френдз-Арена, Сольна Глядачів: 36 417 Арбітр: Микола Балакін (Україна) |

| 19 листопада 2024 20:45 |

| Словаччина    | 1–0      | Естонія |
| ------------- | -------- | ------- |
| - Стрелец 72' | Протокол |         |

| Стадіон імені Антона Малатинського, Трнава Глядачів: 4 317 Арбітр: Міккель Реддер (Данія) |

| 19 листопада 2024 20:45 |

| Швеція                                              | 6–0      | Азербайджан |
| --------------------------------------------------- | -------- | ----------- |
| - Кулушевскі 10', 57' - Дьокереш 26', 37', 58', 70' | Протокол |             |

| Френдз-Арена, Сольна Глядачів: 10 127 Арбітр: Павел Рачковський (Польща) |

### Група 2
| Поз | Команда | І | В | Н | П | ГЗ | ГП | РГ  | О  | Підвищення, кваліфікація або пониження |  | Румунія | Республіка Косово | Кіпр | Литва |
| --- | ------- | - | - | - | - | -- | -- | --- | -- | -------------------------------------- |  | ------- | ----------------- | ---- | ----- |
| 1   | Румунія | 6 | 6 | 0 | 0 | 18 | 3  | +15 | 18 | Вихід у Лігу B                         |  | —       | 3–0               | 4–1  | 3–1   |
| 2   | Косово  | 6 | 4 | 0 | 2 | 10 | 7  | +3  | 12 | Плей-оф підвищення                     |  | 0–3     | —                 | 3–0  | 1–0   |
| 3   | Кіпр    | 6 | 2 | 0 | 4 | 4  | 15 | −11 | 6  |                                        |  | 0–3     | 0–4               | —    | 2–1   |
| 4   | Литва   | 6 | 0 | 0 | 6 | 4  | 11 | −7  | 0  | Виліт в Лігу D                         |  | 1–2     | 1–2               | 0–1  | —     |

| 6 вересня 2024 20:45 |

| Косово | 0–3      | Румунія                                   |
| ------ | -------- | ----------------------------------------- |
|        | Протокол | - Ман 40' - Марін 51' (пен.) - Дрегуш 82' |

| Фаділь Вокрі, Приштина Глядачів: 12 872 Арбітр: Аліяр Агаєв (Азербайджан) |

| 6 вересня 2024 20:45 |

| Литва | 0–1      | Кіпр       |
| ----- | -------- | ---------- |
|       | Протокол | Піттас 34' |

| Судува, Маріямполе Глядачів: 4 90 Арбітр: Ігор Паяч (Хорватія) |

| 9 вересня 2024 20:45 (21:45 UTC+3) |

| Кіпр | 0–4      | Косово                                                  |
| ---- | -------- | ------------------------------------------------------- |
|      | Протокол | - Мурічі 9' (пен.), 21' - Ал. Рахмані 48' - Деллова 55' |

| АЕК Арена — Георгіос Карапатакіс, Ларнака Глядачів: 2 041 Арбітр: Себастьян Гісхамер (Австрія) |

| 9 вересня 2024 20:45 (21:45 UTC+3) |

| Румунія                                         | 3–1      | Литва       |
| ----------------------------------------------- | -------- | ----------- |
| - Міхейле 4' - Марін 87' (пен.) - Мітріце 90+2' | Протокол | - Кучіс 34' |

| Стяуа, Бухарест Глядачів: 28 168 Арбітр: Раде Обренович (Словенія) |

| 12 жовтня 2024 15:00 (16:00 UTC+3) |

| Литва            | 1–2      | Косово                       |
| ---------------- | -------- | ---------------------------- |
| - Голубіцкас 84' | Протокол | - Жегрова 20' - Краснікі 65' |

| Стадіон імені С. Дарюса та С. Ґіренаса, Каунас Арбітр: Ондржей Берка (Чехія) |

| 12 жовтня 2024 20:45 (21:45 UTC+3) |

| Кіпр | 0–3      | Румунія                                        |
| ---- | -------- | ---------------------------------------------- |
|      | Протокол | - Ман 16' - Р. Марін 25' (пен.) - Дрегушін 36' |

| АЕК Арена — Георгіос Карапатакіс, Ларнака Глядачів: 6 092 Арбітр: Саша Штегеман (Німеччина) |

| 15 жовтня 2024 20:45 |

| Косово                                     | 3–0      | Кіпр |
| ------------------------------------------ | -------- | ---- |
| - Ррахмані 30' - Краснічі 52' - Сахіті 70' | Протокол |      |

| Фаділь Вокрі, Приштина Глядачів: 12 863 Арбітр: Матей Юг (Словенія) |

| 15 жовтня 2024 20:45 (21:45 UTC+3) |

| Литва             | 1–2      | Румунія                            |
| ----------------- | -------- | ---------------------------------- |
| - Кучіс 7' (пен.) | Протокол | - Р. Марін 18' (пен.) - Дрегуш 65' |

| Стадіон імені С. Дарюса та С. Ґіренаса, Каунас Арбітр: Нік Волш (Шотландія) |

| 15 листопада 2024 20:45 (21:45 UTC+2) |

| Кіпр                        | 2–1      | Литва          |
| --------------------------- | -------- | -------------- |
| - Кастанос 18' - Ционіс 63' | Протокол | - Гінейтіс 47' |

| АЕК Арена — Георгіос Карапатакіс, Ларнака Глядачів: 1 733 Арбітр: Ненад Мінакович (Сербія) |

| 15 листопада 2024 20:45 (21:45 UTC+2) |

| Румунія | 3–0      | Косово |
| ------- | -------- | ------ |
|         | Протокол |        |

| Арена Націонале, Бухарест Глядачів: 48 957 Арбітр: Мортен Крог (Данія) |

| 18 листопада 2024 20:45 |

| Косово   | 1–0      | Литва |
| -------- | -------- | ----- |
| Яшарі 5' | Протокол |       |

| Фаділь Вокрі, Приштина Глядачів: 12 856 Арбітр: Крістоффер Хагенес (Норвегія) |

| 18 листопада 2024 20:45 (21:45 UTC+2) |

| Румунія                                       | 4–1      | Кіпр         |
| --------------------------------------------- | -------- | ------------ |
| - Бирліджа 2' - Р. Марін 41', 80' - Коман 83' | Протокол | - Піттас 52' |

| Арена Націонале, Бухарест Глядачів: 45 318 Арбітр: Лука Пайретто (Італія) |

### Група 3
| Поз | Команда           | І | В | Н | П | ГЗ | ГП | РГ | О  | Підвищення, кваліфікація або пониження |  | Північна Ірландія | Болгарія | Білорусь | Люксембург |
| --- | ----------------- | - | - | - | - | -- | -- | -- | -- | -------------------------------------- |  | ----------------- | -------- | -------- | ---------- |
| 1   | Північна Ірландія | 6 | 3 | 2 | 1 | 11 | 3  | +8 | 11 | Вихід у Лігу B                         |  | —                 | 5–0      | 2–0      | 2–0        |
| 2   | Болгарія          | 6 | 2 | 3 | 1 | 3  | 6  | −3 | 9  | Плей-оф підвищення                     |  | 1–0               | —        | 1–1      | 0–0        |
| 3   | Білорусь          | 6 | 1 | 4 | 1 | 3  | 4  | −1 | 7  |                                        |  | 0–0               | 0–0      | —        | 1–1        |
| 4   | Люксембург        | 6 | 0 | 3 | 3 | 3  | 7  | −4 | 3  | Плей-оф пониження                      |  | 2–2               | 0–1      | 0–1      | —          |

| 5 вересня 2024 20:45 |

| Білорусь | 0–0      | Болгарія |
| -------- | -------- | -------- |
|          | Протокол |          |

| ЗТЕ Арена, Залаегерсег (Угорщина) Глядачів: 0 Арбітр: Овідіу Гацеган (Румунія) |

| 5 вересня 2024 20:45 (19:45 UTC+1) |

| Північна Ірландія           | 2–0      | Люксембург |
| --------------------------- | -------- | ---------- |
| - Макнейр 11' - Баллард 16' | Протокол |            |

| Віндзор Парк, Белфаст Глядачів: 17 213 Арбітр: Маріан Барбу (Румунія) |

| 8 вересня 2024 15:00 |

| Люксембург | 0–1      | Білорусь    |
| ---------- | -------- | ----------- |
|            | Протокол | Громико 76' |

| Стад-де-Люксембург, Люксембург Глядачів: 6 820 Арбітр: Лоуренс Віссер (Бельгія) |

| 8 вересня 2024 18:00 (19:00 UTC+3) |

| Болгарія     | 1–0      | Північна Ірландія |
| ------------ | -------- | ----------------- |
| Десподов 40' | Протокол |                   |

| Христо Ботев, Пловдив Глядачів: 14 300 Арбітр: Анастасіос Сідіропулос (Греція) |

| 12 жовтня 2024 18:00 (19:00 UTC+3) |

| Болгарія | 0–0      | Люксембург |
| -------- | -------- | ---------- |
|          | Протокол |            |

| Христо Ботев, Пловдив Глядачів: 15 800 Арбітр: Давид Шмаяц (Словенія) |

| 12 жовтня 2024 20:45 |

| Білорусь | 0–0      | Північна Ірландія |
| -------- | -------- | ----------------- |
|          | Протокол |                   |

| ЗТЕ Арена, Залаегерсег (Угорщина) Глядачів: 0 Арбітр: Генрік Налбандян (Вірменія) |

| 15 жовтня 2024 20:45 |

| Білорусь      | 1–1      | Люксембург          |
| ------------- | -------- | ------------------- |
| Політевич 54' | Протокол | Родрігес 78' (пен.) |

| ЗТЕ Арена, Залаегерсег (Угорщина) Глядачів: 0 Арбітр: Атілла Караоглан (Туреччина) |

| 15 жовтня 2024 20:45 (19:45 UTC+1) |

| Північна Ірландія                                     | 5–0      | Болгарія |
| ----------------------------------------------------- | -------- | -------- |
| - Прайс 15', 29', 81' - Мітов 32' (аг) - Магенніс 89' | Протокол |          |

| Віндзор Парк, Белфаст Глядачів: 17 891 Арбітр: Жером Брізар (Франція) |

| 15 листопада 2024 20:45 |

| Люксембург | 0–1      | Болгарія    |
| ---------- | -------- | ----------- |
|            | Протокол | - Краєв 23' |

| Стад-де-Люксембург, Люксембург Глядачів: 8 307 Арбітр: Юрі Фрішер (Естонія) |

| 15 листопада 2024 20:45 (19:45 UTC+0) |

| Північна Ірландія                    | 2–0      | Білорусь |
| ------------------------------------ | -------- | -------- |
| - Баллард 50' - Д. Чарльз 63' (пен.) | Протокол |          |

| Віндзор Парк, Белфаст Глядачів: 18 044 Арбітр: Луїш Годінью (Португалія) |

| 18 листопада 2024 20:45 (21:45 UTC+2) |

| Болгарія        | 1–1      | Білорусь       |
| --------------- | -------- | -------------- |
| - Панайотов 12' | Протокол | - Ковальов 70' |

| Васил Левський, Софія Глядачів: 2 200 Арбітр: Аллард Ліндгут (Нідерланди) |

| 18 листопада 2024 20:45 |

| Люксембург                 | 2–2      | Північна Ірландія        |
| -------------------------- | -------- | ------------------------ |
| - Корач 72' - Родрігес 75' | Протокол | - Прайс 19' - Бредлі 50' |

| Стад-де-Люксембург, Люксембург Глядачів: 6 870 Арбітр: Ельчин Масієв (Азербайджан) |

### Група 4
| Поз | Команда            | І | В | Н | П | ГЗ | ГП | РГ | О  | Підвищення, кваліфікація або пониження |  | Північна Македонія | Вірменія | Фарерські острови | Латвія |
| --- | ------------------ | - | - | - | - | -- | -- | -- | -- | -------------------------------------- |  | ------------------ | -------- | ----------------- | ------ |
| 1   | Північна Македонія | 6 | 5 | 1 | 0 | 10 | 1  | +9 | 16 | Вихід у Лігу B                         |  | —                  | 2–0      | 1–0               | 1–0    |
| 2   | Вірменія           | 6 | 2 | 1 | 3 | 8  | 9  | −1 | 7  | Плей-оф підвищення                     |  | 0–2                | —        | 0–1               | 4–1    |
| 3   | Фарерські острови  | 6 | 1 | 3 | 2 | 5  | 6  | −1 | 6  |                                        |  | 1–1                | 2–2      | —                 | 1–1    |
| 4   | Латвія             | 6 | 1 | 1 | 4 | 4  | 11 | −7 | 4  | Плей-оф пониження                      |  | 0–3                | 1–2      | 1–0               | —      |

| 7 вересня 2024 15:00 (14:00 UTC+1) |

| Фарерські острови    | 1–1      | Північна Македонія |
| -------------------- | -------- | ------------------ |
| - Давідсен 9' (пен.) | Протокол | - Барді 49' (пен.) |

| Торсволлюр, Торсгавн Глядачів: 2 057 Арбітр: Манфредас Лук'янчукас (Литва) |

| 7 вересня 2024 18:00 (20:00 UTC+4) |

| Вірменія                                                    | 4–1      | Латвія             |
| ----------------------------------------------------------- | -------- | ------------------ |
| - Бічахчян 6' - Дубра 35' (аг) - Зелараян 48' - Сперцян 86' | Протокол | - Арутюнян 9' (аг) |

| Республіканський стадіон імені Вазгена Саркісяна, Єреван Глядачів: 12 437 Арбітр: Ненад Мінакович (Сербія) |

| 10 вересня 2024 18:00 (19:00 UTC+3) |

| Латвія           | 1–0      | Фарерські острови |
| ---------------- | -------- | ----------------- |
| - Варславанс 64' | Протокол |                   |

| Сконто, Рига Глядачів: 5 808 Арбітр: Дує Струкан (Хорватія) |

| 10 вересня 2024 20:45 |

| Північна Македонія          | 2–0      | Вірменія |
| --------------------------- | -------- | -------- |
| - Барді 70' - Міовський 78' | Протокол |          |

| Тоше Проескі, Скоп'є Глядачів: 6 829 Арбітр: Гарм Осмерс (Німеччина) |

| 10 жовтня 2024 18:00 (19:00 UTC+3) |

| Латвія | 0–3      | Північна Македонія                        |
| ------ | -------- | ----------------------------------------- |
|        | Протокол | - Атанасов 35' - Чамілі 70' - Елмас 90+3' |

| Сконто, Рига Глядачів: 5 001 Арбітр: Якоб Сундберг (Данія) |

| 10 жовтня 2024 20:45 (19:45 UTC+1) |

| Фарерські острови                 | 2–2      | Вірменія                        |
| --------------------------------- | -------- | ------------------------------- |
| - Беньямінсен 37' - Б'ярталід 85' | Протокол | - Зелараян 44' - Манвелян 90+3' |

| Торсволлюр, Торсгавн Глядачів: 1 852 Арбітр: Олексій Деревінський (Україна) |

| 13 жовтня 2024 18:00 (20:00 UTC+4) |

| Вірменія | 0–2      | Північна Македонія          |
| -------- | -------- | --------------------------- |
|          | Протокол | - Міовський 72' - Алімі 85' |

| Республіканський стадіон імені Вазгена Саркісяна, Єреван Глядачів: 14 371 Арбітр: Стюарт Аттвелл (Англія) |

| 13 жовтня 2024 20:45 (19:45 UTC+1) |

| Фарерські острови | 1–1      | Латвія     |
| ----------------- | -------- | ---------- |
| - Соренсен 40'    | Протокол | - Шитс 69' |

| Торсволлюр, Торсгавн Глядачів: 2 017 Арбітр: Філіп Фарруджа (Мальта) |

| 14 листопада 2024 18:00 (21:00 UTC+4) |

| Вірменія | 0–1      | Фарерські острови   |
| -------- | -------- | ------------------- |
|          | Протокол | Давідсен 33' (пен.) |

| Республіканський стадіон імені Вазгена Саркісяна, Єреван Глядачів: 6 043 Арбітр: Анастасіос Сідіропулос (Греція) |

| 14 листопада 2024 20:45 |

| Північна Македонія | 1–0      | Латвія |
| ------------------ | -------- | ------ |
| - Серафімов 57'    | Протокол |        |

| Тоше Проескі, Скоп'є Глядачів: 8 851 Арбітр: Гога Кікачеїшвілі (Грузія) |

| 17 листопада 2024 15:00 (16:00 UTC+2) |

| Латвія         | 1–2      | Вірменія                    |
| -------------- | -------- | --------------------------- |
| - Улдрікіс 70' | Протокол | - Сперцян 48' - Міранян 74' |

| Сконто, Рига Глядачів: 5 543 Арбітр: Георгі Кабаков (Болгарія) |

| 17 листопада 2024 15:00 |

| Північна Македонія | 1–0      | Фарерські острови |
| ------------------ | -------- | ----------------- |
| - Міовський 62'    | Протокол |                   |

| Тоше Проескі, Скоп'є Глядачів: 7 450 Арбітр: Даніель Шлагер (Німеччина) |

## Рейтинг 4-х місць
| Поз | Груп | Команда         | І | В | Н | П | ГЗ | ГП | РГ  | О | Кваліфікація або пониження |
| --- | ---- | --------------- | - | - | - | - | -- | -- | --- | - | -------------------------- |
| 1   | C4   | Латвія          | 6 | 1 | 1 | 4 | 4  | 11 | −7  | 4 | Плей-оф пониження          |
| 2   | C3   | Люксембург      | 6 | 0 | 3 | 3 | 3  | 7  | −4  | 3 | Плей-оф пониження          |
| 3   | C1   | Азербайджан (R) | 6 | 0 | 1 | 5 | 3  | 17 | −14 | 1 | Виліт в Лігу D             |
| 4   | C2   | Литва (R)       | 6 | 0 | 0 | 6 | 4  | 11 | −7  | 0 | Виліт в Лігу D             |

## Проміжний загальний рейтинг
| Рей | Груп | Команда            | І | В | Н | П | ГЗ | ГП | РГ  | О  |
| --- | ---- | ------------------ | - | - | - | - | -- | -- | --- | -- |
| 33  | C2   | Румунія            | 6 | 6 | 0 | 0 | 18 | 3  | +15 | 18 |
| 34  | C1   | Швеція             | 6 | 5 | 1 | 0 | 19 | 4  | +15 | 16 |
| 35  | C4   | Північна Македонія | 6 | 5 | 1 | 0 | 10 | 1  | +9  | 16 |
| 36  | C3   | Північна Ірландія  | 6 | 3 | 2 | 1 | 11 | 3  | +8  | 11 |
|     |      |                    |   |   |   |   |    |    |     |    |
| 37  | C1   | Словаччина         | 6 | 4 | 1 | 1 | 10 | 5  | +5  | 13 |
| 38  | C2   | Косово             | 6 | 4 | 0 | 2 | 10 | 7  | +3  | 12 |
| 39  | C3   | Болгарія           | 6 | 2 | 3 | 1 | 3  | 6  | −3  | 9  |
| 40  | C4   | Вірменія           | 6 | 2 | 1 | 3 | 8  | 9  | −1  | 7  |
|     |      |                    |   |   |   |   |    |    |     |    |
| 41  | C3   | Білорусь           | 6 | 1 | 4 | 1 | 3  | 4  | −1  | 7  |
| 42  | C4   | Фарерські острови  | 6 | 1 | 3 | 2 | 5  | 6  | −1  | 6  |
| 43  | C2   | Кіпр               | 6 | 2 | 0 | 4 | 4  | 15 | −11 | 6  |
| 44  | C1   | Естонія            | 6 | 1 | 1 | 4 | 3  | 9  | −6  | 4  |
|     |      |                    |   |   |   |   |    |    |     |    |
| 45  | C4   | Латвія             | 6 | 1 | 1 | 4 | 4  | 11 | −7  | 4  |
| 46  | C3   | Люксембург         | 6 | 0 | 3 | 3 | 3  | 7  | −4  | 3  |
| 47  | C1   | Азербайджан        | 6 | 0 | 1 | 5 | 3  | 17 | −14 | 1  |
| 48  | C2   | Литва              | 6 | 0 | 0 | 6 | 4  | 11 | −7  | 0  |

## Фінальний загальний рейтинг
| Рей   | Команда                                         | П/П  |
| ----- | ----------------------------------------------- | ---- |
| 33    | Ісландія                                        | *    |
| 34    | Албанія                                         | Fall |
| 35    | Чорногорія                                      | Fall |
| 36    | Казахстан                                       | Fall |
| 37    | Фінляндія                                       | Fall |
| 38    | Словаччина                                      | *    |
| 39    | Болгарія                                        | *    |
| 40    | Вірменія                                        | *    |
|       |                                                 |      |
| 41    | Білорусь                                        |      |
| 42    | Фарерські острови                               |      |
| 43    | Кіпр                                            |      |
| 44    | Естонія                                         |      |
|       |                                                 |      |
| 45–48 | Переможець плей-оф пониження/підвищення Ліг C/D | *    |
| 45–48 | Переможець плей-оф пониження/підвищення Ліг C/D | *    |
| 45–47 | Молдова                                         | Rise |
| 46–48 | Сан-Марино                                      | Rise |

## Позначки
1. ↑  Матч Румунія – Косово було призупинено за рахунку 0–0 у компенсований час другого тайму після того, як румунські вболівальники нібито почали скандувати просербські та антикосовські гасла. Косовська команда покинула поле, після чого матч було перервано. Справа буде передана до Контрольно-етичної та дисциплінарної інстанції УЄФА.[3] 20 листопада 2024 року УЄФА оголосив, що Румунії присуджено перемогу з рахунком 3–0. Футбольна федерація Косова підтвердила, що оскаржить це рішення в Спортивному арбітражному суді.
2. 1 2 3 4 5  Через використання території Білорусі у расійському вторгненні в Україну, УЄФА зобов'язали білоруські команди проводити домашні матчі на нейтральному полі та без глядачів до подальших повідомлень.[4][5]